# Вейсман, Александр Давидович
Алекса́ндр Дави́дович Ве́йсман (1834, Ковенская губерния — 28 октября [10 ноября] 1913, Санкт-Петербург, Санкт-Петербургская губерния) — русский филолог-классик, педагог, автор греческо-русского словаря.

## Биография
Родился в 1834 году. Учился в 3-й Санкт-Петербургской гимназии.
В 1855 году с золотой медалью окончил историко-филологическое отделение Главного педагогического института. Службу начал учителем латинского языка в Вологодской гимназии (1855—1859), затем преподавал в Первой Казанской гимназии.
В 1865—1866 годах по стипендии Министерства народного просвещения стажировался в Берлине (главным образом на лекциях и в семинарах Морица Гаупта), где готовил магистерскую диссертацию о Ювенале. По возвращении в 1867 году поступил на службу в открывшийся Петербургский историко-филологический институт.
В 1872 году Вейсман стал ординарным профессором по кафедре греческой словесности историко-филологического института, которую ранее возглавлял К. В. Кедров, ставший директором института. Вышел в отставку в 1894 году. С 1869 по 1880 год — наставник славянских стипендиатов.
Печатался в «Журнале Министерства народного просвещения», «Русском вестнике», «Филологическом обозрении». Автор комментированных изданий «Аякса» и «Филоктета» Софокла, «Ипполита» Еврипида (сохранились также литографированные курсы лекций о «Ифигении в Тавриде» и введение к чтению Гомера). В статьях о школьном преподавании древних языков настойчиво предлагал перенести центр тяжести с собственно грамматических штудий на углубленное комментированное чтение авторов.
Хотя работу над «Греческо-русским словарем» Вейсман начал сразу после окончания Главного педагогического института, первое издание словаря вышло только 20 лет спустя, в 1875 году. При жизни автора словарь выдержал четыре переиздания, в результате чего его объём увеличился почти вдвое; 2-е издание (СПб., 1882) было удостоено Большой премии имени императора Петра Великого. Труд Вейсмана, заполнивший важную лакуну в отечественной учебной литературе, доныне продолжает переиздаваться.
Умер 28 октября (10 ноября) 1913 года в Санкт-Петербурге.